# Malé Zálužie
Malé Zálužie (in ungherese Újlacska) è un comune della Slovacchia facente parte del distretto di Nitra, nella regione omonima.